# Saurzapf (Adelsgeschlecht)

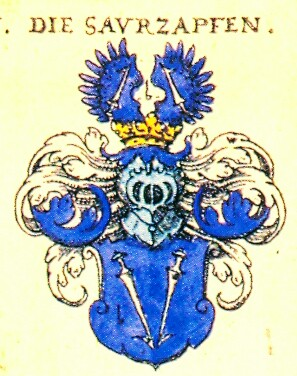
Wappen derer Saurzapf in Johann Siebmachers Wappenbuch, 1605

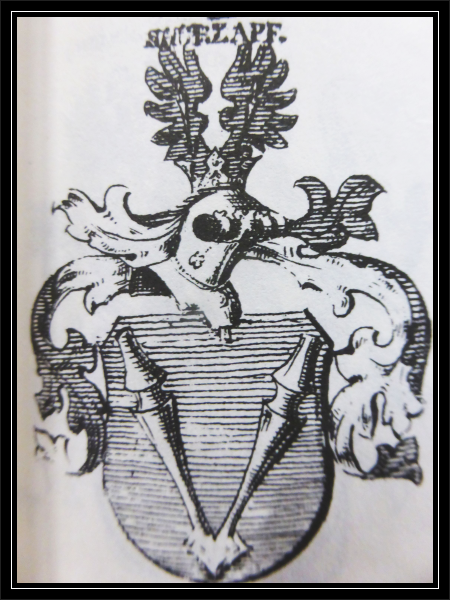
Wappen derer Saurzapf

Die Saurzapf waren eine im Nordgau ansässige bayerische Eisengewerke- und Adelsfamilie, die im Laufe der Jahrhunderte eine Vielzahl an Hammerwerken und Hofmarken besaß. Ihre Besitzungen befanden sich u. a. in Viehhausen, Eichhofen, Loch, Undorf, Schönhofen, Hammer Theuern, Hammer Rohrbach und Haugenried.

## Geschichte
Das älteste bekannte Mitglied dieser Familie ist ein Conrad Saurzapf († 1316). Allem Anschein nach ist seine Familie im 13. Jahrhundert nach Nürnberg zugewandert, denn in einer Nürnberger Verkaufsurkunde vom 22. Oktober 1291 veräußert Chunrat der Sawrzaphe Erbrechte an das Klarakloster zu Nürnberg. In Nürnberg werden bis Anfang des 16. Jahrhunderts immer wieder Mitglieder dieser Familie genannt; der letzte Nürnberger Sauerzapf ist ein Jörg Sauerzapf, der als Nürnberger „Diener“ hauptsächlich mit der Aufgabe betraut war, überfällige Darlehen, die an Herzog Sigismund der Münzreiche und Kaiser Maximilian ausgereicht waren, einzutreiben, wie 1486 mehrmals erwähnt wird. 1503 ist er als Werbeoffizier in Hersbruck tätig, im gleichen Jahr wurde er von der Stadt Nürnberg als Verwalter der Burg Hiltpoltstein eingesetzt, 1506 wurde er Pfleger von Hohenstein.
Ein weiterer Familienzweig waren die Sauerzapf zu Nabburg. Der älteste hier nachweisbare Sauerzapf ist Conrad II. (* um 1280, † 13. Mai 1354 in Nabburg), der erstmals in einer Urkunde von 1346 genannt wird, 1349 tritt er als Herr Conrad der Sauerzapfe als Siegelzeuge auf. Er war mit einer geborenen Rütz verheiratet und der Ehe entsprossen drei Söhne (Friedrich, Rüdiger und Ulrich). Von dem Ulrich ist überliefert, dass er in Regensburg als der Reichen Fronpot den Ulrich den Schmotzler lahm geschlagen hatte und deswegen von der Bürgerschaft gefangen genommen wurde; nachdem er Urfehde geschworen hatte, wurde er wieder aus dem Gefängnis entlassen. Rüdiger ist Mitglied des Rats von Nabburg und lange Zeit Zechmeister der Gotteshäuser in Nabburg. Zwischen 1420 und 1427 wird eine Barbara Sauerzapf Äbtissin des Klosters Pielenhofen genannt, vermutlich eine Enkelin des Conrad II. Sauerzapf. Die Nachkommen des Friedrich Sauerzapf (* zwischen 1315 und 1315, † vor 1373) sind über sechs Generationen erfolgreiche Eisenindustrielle In der Oberpfalz. Friedrich selbst war ein wohlhabender Grundstücks- und Hausbesitzer. Von seinen Kindern ist Paul I. (* 1373, † 29. September 1423) zu nennen, der den Eisen- und Erzhandel mit Nürnberg intensivierte, Mitglied des inneren Rates von Nabburg und Zechmeister verschiedener Gotteshäuser war. Er baute u. a. sein Gut in Höflarn zu einer Burghut gegen die Hussiten aus. Dafür musste er dieses dem bayerischen Herzog als offenes Haus zusichern, legte damit aber die Grundlage für das Landsassengut Höflarn. Paul I. war zwei Mal verheiratet: zuerst mit Anna Heureiss († 1405) aus Sulzbach, dann mit Margarete von Gronau (Grünau), deren Vater Bertold von Gronau Pfleger zu Abensberg war. Den größten Teil seines Besitzes erbte der älteste Sohn Lienhard (* um 1400), der sich hauptsächlich auf die Verwaltung des Gutes Höflarn konzentrierte. Allerdings wird in der Folge (auch unter seinem Sohn Paulus) hauptsächlich von Verkäufen der Güter gesprochen, es setzte also ein wirtschaftlicher Niedergang ein.
Zu Beginn des 15. Jahrhunderts sind die Sauerzapf auch in Amberg ansässig. Grund dafür dürfte die Hammereinigung von 7. Januar 1387 gewesen sein, die aussagt, dass kein bergbautreibendes Mitglied der Einigung Erz an „Ausleute“ abgeben darf. Der erste hiesige Sauerzapf war ein Dietrich (* zwischen 1360 und 1365, † 1441), der im Rat der Stadt und 1400 auch Bürgermeister in Nabburg war. Er besitzt Erzgruben, handelt mit Eisen, aber auch mit weiteren Gütern. Einer seiner Söhne, Jorig bzw. Georg Sauerzapf († 1441), erhielt am 22. Juni 1436 das Bürgerrecht zu Amberg. Er hat vermutlich 1439/1440 den Hammer Röthenbach erheiratet.
Erasmus Sauerzapf (* um 1380, † 1448 oder 1449) ist der erste dieser Familie, der ab 1410 in Sulzbach ansässig wird. Er ist Inhaber des Hammer Hirschberg, hatte Erzgruben in Sulzbach erworben und besitzt Schürfrechte auf Zinn in Tröstau bei Wunsiedel. Er erwarb auch den Hammer Rothenbruck und 1427 den Hammer Rosenberg. Sein Bruder Georg († 1437), der 1414 ebenfalls nach Sulzbach gezogen ist, wird 1430 Besitzer des Hammers Schwarzenfeld. Jacob I. Sauerzapf (* um 1405, † 17. Mai 1478), Sohn des Paul Sauerzapf und seiner Frau Margarete von Gronau, übernahm von seinem Vater die Eisengeschäfte, wurde zuerst in Nürnberg sesshaft und ging nach seiner Verehelichung mit Helene Holzschuher nach Sulzbach und erwarb auch hier das Bürgerrecht. Von Erasmus Sauerzapf übernahm er den Hammer Rosenberg und den Hammer Hirschbach. Hier richtete er neben dem übernommenen Schienhammer einen Blechhammer ein. Um 1465 kam der Hammer Fronberg in seinen Besitz, zudem besaß er Anteile an den Hämmern Neuhaus und Haunritz. In Sulzbach war er Mitglied des Inneren Rates und wurde 1465 erster Bürgermeister; er galt damals als reichster Bürger der Stadt. Jacob I. war in erster Ehe mit Helene Holzschuher († 1464) verheiratet und in zweiter mit Kunigunde Talkner von Sessenrieth, verwitwete Zinhel; auf ihn gehen sieben verschiedene Linien der Sauerzapfs zurück.
Der älteste Sohn des Jacob I. war der zuerst in Nürnberg lebende Erasmus II. (* 1439, † 1504). 1472 wurde ihm von seinem Vater der Hammer Hirschbach übergeben. 1477 zog er nach Sulzbach um, kam sogleich in den Rat der Stadt und wurde auch Bürgermeister. Den Hammer zu Hirschbach verkaufte er 1491 an den Nürnberger Sebald Bergensdorffer, da Erasmus mit einigen Sulzbacher Eisenleuten verfeindet war und keine Erzlieferungen mehr bekam. Erasmus wurde fürstlicher Rat und Rentmeister auf dem Nordgau. In erster Ehe war er Margarethe, Tochter des Johann Löneysen zu Zessau und Weihersberg verheiratet, nach deren Tod heiratete er Magdalena Kellner aus einer angesehenen Sulzbacher Bürgerfamilie. Aus dieser Ehe gingen sechs Kinder hervor. Sein ältester Sohn Jacob (* 1473, † 8. April 1537) setzte die Geschäfte seines Vaters fort. Auch er gehörte dem Rat der Stadt Sulzbach an und war bis zu seinem Tod lange Zeit Bürgermeister. Er war verheiratet mit Elisabeth Zeller († 1536), die ihm 13 Kinder schenkte.
Ein Bruder des Jacob war wieder ein Erasmus Sauerzapf (* um 1485, † 19. Juni 1553). Er heiratete Anna Löneysen († 1571), Tochter des Sigmund Löneysen zu Weihersberg, kam 1536 in den Rat und wurde 1537 Bürgermeister. Aus der Ehe gingen 14 Kinder hervor. Von diesen Saurzapff auf Burggrub erhielten wegen treuer Dienste am 5. September 1555 Jakob, Georg, Pangratius und Bartholme von Kaiser Ferdinand eine Adelsbestätigung (am 1. Juli 1823 waren die Sauerzapf noch in der Freiherrenklasse von Bayern eingetragen). Von diesen ist Jakob Saurzapf ein Fuggerischer Diener, der von Kaiser Ferdinand als Diener des Hauses Österreichs angenommen wurde; seine Adelsbestätigung erfolgte durch Kaiser Maximilian II. am 26. Februar 1566 in Augsburg.
Wolfgang I. Sauerzapf (* 1489, † 10. Januar 1561) war Hammermeister in Lauf bei Hohenfels. Den Hammer Theuern erwarb er 1513 von Dorothea Portner, den Hammer Lauf bei Kallmünz 1514 von Georg Alkover. Verheiratet war er mit Beatrix von Baumgarten (* 1487, † 7. März 1561). Sein Sohn Wolfgang II. (* 1515, † 1570) war mit Anna Pötschner († 1562) verheiratet. 1536 kaufte er den auf die Gant gekommenen Hammer Schönhofen. Den Hammer Rohrbach erwarb er 1545. Nach vier Generationen endete dort mit dem unverheirateten Carl Ferdinand (* 21. April 1687, † 1. Mai 1762) die Linie der Sauerzapf in Rohrbach.
Von seinen Söhnen heiratete Heinrich Saurzapf (* 1523, † 1556, nach Christoph Vogel aber 1559) 1550 die Magdalena von Rammelstein. Ihr Vater war Ruprecht von Rammelstein, der Besitzer von Loch und Eichhofen. Beide Hofmarken kamen so auf dem Heiratsweg an den Saurzapf. Seine Frau verstarb bereits nach neun Monaten und er heiratete 1568 wieder eine Magdalena aus dem Geschlecht der Portner, einem Regensburger Patrizier- und Oberpfälzer Hammergeschlecht. Heinrich Saurzapf hat seinem Schwager Sebastian Ramelsteiner auch die Hofmark Schönhofen 1555 abgekauft.
Leonhard Sauerzapf wurde 1520 als vierter Sohn des Wolfgang I. geboren († 1600). Nach einem Studium wurde er Richter zu Weltenburg und dann Probstrichter zu Geisenfeld und Sandbach. Von 1574 bis 1582 war er Kastner zu Kelheim. Mit Wirkung zum 1. Juni 1582 wurde er churfürstlicher Rentmeister in Straubing. Diese Funktion übte er bis Juli 1596 aus. Trotz seines hohen Alters wurde er 1596 Pfleger in Donaustauf. 1543 hat er Catharina von Puchhausen, Tochter des Egidius von Puchhausen zu Herblfing und dessen Ehefrau Anna Burznerin von Öxing, geheiratet. Um 1545 wurde deren Tochter Anna Catharina geboren († 1605). Diese heiratete 1564 den Johann Jakob Rosenbusch zu Notzing († 1597), damals Pfleger von Haidau. Catharina verstarb am 12. Mai 1594 in Straubing und wurde in der dortigen St. Jakobskirche beigesetzt. Deren gleichnamige Tochter Anna Katharina († 1605) verehelichte sich mit Georg David von Lerchenfeld. Catharina von Puchausen († 1594) war in erster Ehe mit dem fürstlichen Rat von Reisach verheiratet. Über diese Verbindung konnte Leonhard Sauerzapf 1555 Oberviehhausen erwerben. 1565 kam auch die Hofmark Niederviehhausen in seinen Besitz. Sein Bruder Heinrich Sauerzapf von Schönhofen hat ihm bei diesem Kauf unterstützt; dabei kam es aber zu einem Streit mit dem früheren Besitzer Steuerer, der den Heinrich in Regensburg erschoss. 1581 erwarb Leonhard Sauerzapf den verganteten Nachlass des Hammermeisters Ambrosius Raigner, d. h. Gut und Schloss Eichhofen mitsamt dem dortigen Hammer. 1592 kaufte er ebenso das auf die Gant gekommene Schloss Schierling.
Spätestens 1625 verlegte dessen Nachfahr Veit Philipp von Sauerzapf (* 1598, † 23. November 1675), Sohn des Wolf Heinrich II. († 1624), seinen Wohnsitz von der Burg Loch in das benachbarte Schönhofen, da ihm die Burg Loch zu unbequem zum Wohnen war. Seit jener Zeit standen die Gebäude der Burg leer und es setzte ein allmählicher Verfall ein. Veit Philipp heiratete 1623 die Anna Dorothea von Bertolzhofen zu Tradendorf († 1632). In ihrem Todesjahr verstarben weitere fünf Kinder an der Pest, drei Kinder blieben im Leben. 1633 vermählte er sich mit Maria Cathrina von Labrique zu Lanly und Kollersreith (* 1616, † 17. Mai 1687), mit der er 14 Kinder zeugte. Sie ist in Mariaort begraben. Veit Philipp war im kurbayrischen Kriegsdienst. Er war u. a. bei Eroberung der Stadt Heidelberg und in der Schlacht am Weißen Berg dabei, wo er einen Bruder als Hauptmann verlor. Danach stand er noch lange im Pfalz-Neuburger Zivildienste, denn er war elf Jahre Pfleger zu Regenstauf, dreizehn Jahre Pfleger zu Beratzhausen, fünf Jahre Landrichter zu Burglengenfeld und ein Jahr Administrator zu Laaber. Er verstarb mit 76 Jahren am 16. November 1675 und ist in Mariaort begraben.
Wolfgang Heinrich Saurzapf der Jüngere († 16. Juni 1624) war 1601 Landsasse zu Schönhofen und 1610 zugleich zu Loch. Er war Rat und Pfleger in Regenstauf (1619–1624). Seine Ehefrau war seine Base Martha Sauerzapf (Eltern Bartholome Sauerzapf und Martha von Lorbeer). Aus dieser Ehe sollen 16 Kinder entsprossen sein. Am 4. Dezember 1610 hat dieser Saurzapf dem Müller Hans Strützl, der wegen einer Abrechnung zu ihm kam, mit einem „Knöbelspieß“ einen solchen Stoß versetzt, dass er eine Stunde darauf starb. Wolfgang Heinrich war bis 1615 evangelisch, trat dann aber zum katholischen Glauben über und führte in Regenstauf mit dem Jesuitenpater Michael Sybold energisch die Rekatholisierung durch.
Hans Leonhard Saurzapf von Schönhofen und Loch war Pfleger zu Allersperg (1608–1616) und zu Regenstauf (1623–1629), zugleich auch Hauptmann (1610–1623). Er war Soldat und fiel als französischer Obrist 1645 in der Schlacht bei Alerheim im Ries. Hans Leonhard hatte bei einer Erbteilung die Hofmark Loch erhalten, 1602 trat er diese an seinen Bruder Wolfgang Heinrich II. ab.
Johann Walther Saurzapf auf Schönhofen (* 1636, Vater war Veit Philipp) verstarb am 26. Februar 1702 und ist in der Kirche zu Nittendorf begraben. Er war verheiratet mit Sara von Leonprechting von Döltsch, verwitwete Zollnerin von Brandt. Letztere verstarb 1706 zu Schönhofen und ist in Mariaort begraben. Der Bruder Georg Christoph von Sauerzapf (* 1645) erbte die Hofmarken Loch und Undorf, hier ließ er sich ein kleines Schlösschen erbauen. Er verstarb als Junggeselle am 12. Mai 1714 und ist in der Kirche von Nittendorf begraben. Er bestimmte, dass Hofmarken Undorf und Loch dem Kloster Prüll zufallen sollten. Wolfgang von Sauerzapf (auch ein Sohn des Veit Philipp und der Katharina von Labrique) brachte sein Vermögen durch und wurde Mönch im Kloster Prüll.
1553 erwarb Hans Sauerzapf d. J. das heruntergekommene Hammerwerk Altentreswitz und richtete es wieder auf. Er war mit Agnes Pfinzing von Haunitz († 1602) verheiratet, mit der er fünf Kinder hatte. Sein Bruder Veit Friedrich, Leutnant im Grünsfeldischem Regiment, erwarb 1629 das Landgut Burggrub. Er ist 1639 in Friaul gefallen und sein Besitz ging an Veit Hans und seinen Bruder Hans Ludwig (* 1595, † 1668) über. 1622 erwarb er von Jobst Sigmund von Satzenhofen das Landgut Pillmersried bei Rötz. Er war verheiratet mit Anna Elisabeth Stenzing von Eichelberg, mit der er acht Kinder hatte. Nach dem Tod seiner ersten Frau heiratete er Anna Magdalena Rütschel von Hartenbach, die ihm 1664 den ersehnten Stammhalter Erdmann Christoph schenkte. Hans Ludwig ist als Begründer der Sauerzapfschen Linie auf Burggrub anzusehen. Seine Tochter Maria Elisabeth von Sauerzapf (* 25. März 1629 in Regensburg, † 26. Februar 1702 in Pappenheim) erhielt als Mitgift den Besitz in Pillmersried. Sie war mit Johann Christoph von Hundt auf Thumsenreuth († 1662) verheiratet. Aus der Ehe ist eine Tochter, die Oberhofmeisterin Freifrau Maria Barbara ⚭ Freiherr Franz Carl von Neuhaus auf Höfen (* 1651, † 18. August 1684) bekannt, deren vier Kinder jedoch alle im Kindesalter verstarben. Der Letzte des Sauerzapfs auf Burggrub war Alexander Franz Carl Friedrich (* 22. Oktober 1795). 1811 trat er als Freiwilliger in das 5. leichte Infanteriebataillon Butler ein. 1812 nahm er an dem Feldzug Napoleon gegen Russland teil. Am 13. Januar 1861 verstarb Alexander Freiherr von Sauerzapf bei einem Faschingsball in Erbendorf. Er war Besitzer des Landgutes Burggrub, königlich bayerischer Kämmerer und Major à la suite. Er war der Letzte des bedeutsamen Geschlechts der Berg- und Hammerherren der Saurzapf auf Burggrub.

## Wappen

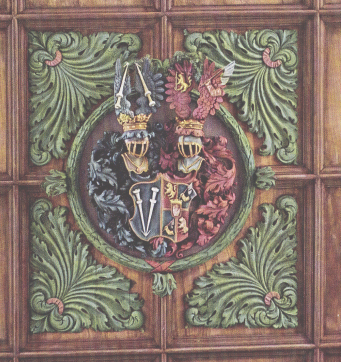
Allianzwappen Saurzapf-Stettner

Das Wappen der Saurzapf zeigt auf blauem Grund zwei schräggestellte gestürzte silberne Lanzen oder Zapfen, die sich unten an der Spitze vereinen. Auf dem Helm ist ein offener Flug, der jeweils mit einer Lanze (Zapfen) belegt ist. Das ältere Wappen wird von einem Stechhelm gekrönt, das neuere enthält einen Kolbenturnierhelm.
Der Name Sauerzapf verweist auf eine Familie, die mit Weinbau, -ausschank oder -handel zu tun hatte; mit den Zapfen im Wappen, die später als Lanzen interpretiert wurden, wurden Weinfässer angezapft oder auch um Weinheber. Erasmus Sauerzapf erreichte um 1500 eine Änderung des Familienwappens, indem die beiden Zapfen, die als Hinweis auf den Beruf des Weinschenkens gelten, mit Haken versehen wurden und nun das Aussehen von Zainhaken, einem Werkzeug der Hammerherren, bekamen.